# Марс 1962А
«Марс 1962А» (Марс 2МВ-4 № 1); также известный на Западе как Спутник 22) — советская автоматическая межпланетная станция серии 2МВ, запущенная в 1962 году. Является частью программы Марс, предназначалась для облёта Марса и передачи фотографий планеты.
Космический аппарат массой 893,5 кг был запущен 24 октября 1962 года в 17:55:04 UTC, с космодрома Байконур 1/5 ракетой-носителем Молния 8K78. КА не смог покинуть земной орбиты в результате взрыва последней ступени ракеты-носителя: утечка смазки привела к заклиниванию вала редуктора турбонасосного агрегата и разрушению турбины . 
Вначале спутник носил название Спутник 29, и позже командование США идентифицировали его в документах как Спутник 22, так как Советским Союзом не было дано официальное название аппарата из-за неудачи в выведении на орбиту. Система раннего оповещения США, расположенная на Аляске, приняла взрыв и обломки от ракеты как баллистические ракеты, а идентифицировали первоначально их как ядерные боеголовки (запуск аппарата совпал с кубинским ракетным кризисом).